# Der Klub der Unterirdischen
Der Klub der Unterirdischen ist eine US-amerikanische Stummfilmkomödie aus dem Jahr 1922 von Marshall Neilan mit Wesley Barry, Tully Marshall und Claire McDowell in den Hauptrollen. Der von Regisseur Neilan selbst produzierte Film wurde von Associated First National Pictures in den Verleih gebracht und basiert auf dem Roman und dem Bühnenstück Penrod von Booth Tarkington.

## Handlung

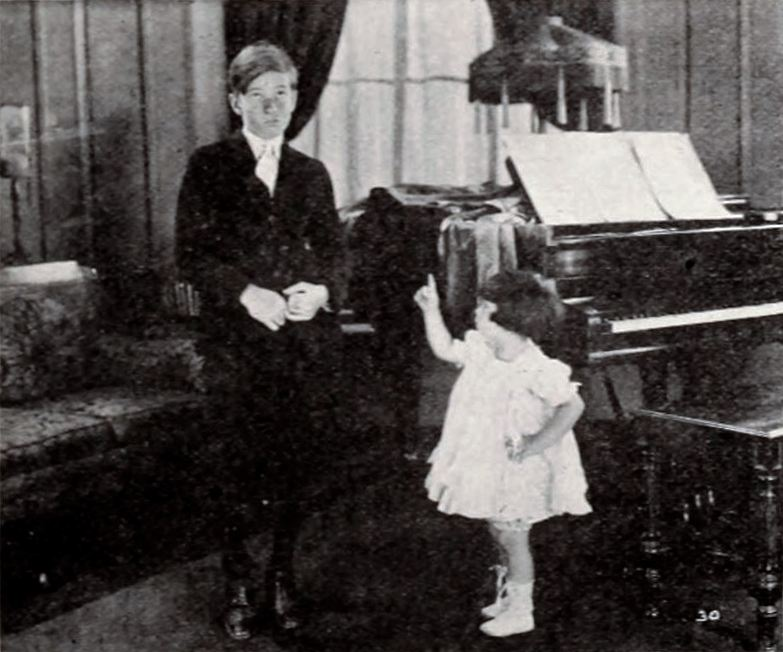
Szenenfoto mit Wesley Barry und Peggy Jane

Der als Unruhestifter bekannte Penrod Schofield ist der Präsident der „American Boys’ Protective Association“, die sich jede Woche trifft, um die von Eltern, unfreundlichen Nachbarn und rücksichtslosen Polizisten begangenen Missstände zu melden. Während eines hektischen Sommers sprengt Penrod eine Amateurtheaterproduktion und schockiert eine Tanzklasse durch seine Mätzchen während eines Balls. Der Dorfrüpel schikaniert die Bande, bis er mit Herman und Verman aneinandergerät, zwei farbigen Kindern, die ihn auf haarsträubende Weise mit Sensen und Rasenmähern beseitigen. Der Unfug der Bande erregt den Zorn der führenden Bürger, aber als die Jungen zwei berüchtigte Banditen fangen, verwandeln sich die Drohungen in Lob, und Penrod wird zum Helden seiner angebeteten Marjorie Jones.

## Hintergrund
Am 8. Januar 1921 wurde bekannt gegeben, dass Regisseur Marshall Neilan, Produktionsleiter Howard Hawks und Kameramann David Kesson auf einer Geschäftsreise nach New York City eine Reihe von Szenen drehen werde. Am 10. Dezember 1921 wurde berichtet, dass Neilan dieser Woche die letzten Szenen für „Penrod“ drehen werde.
Grundlage des Drehbuchs ist der Roman Penrod des mehrfachen Pulitzer-Preisträgers Booth Tarkington. Tom Held arbeitete als Regieassistent. Hazel Keener gab ihr Filmdebüt.
Da keine Kopien der acht Filmrollen existieren, gilt der Film als verschollen.

## Veröffentlichung
Die Premiere des Films fand am 20. Februar 1922 statt. Im Juli 1924 kam er im Deutschen Reich in die Kinos.